# Jura Dolois Foot
Jura Dolois Football (phát âm tiếng Pháp: [ʒyʁa dɔlus]; thường được gọi là Jura Dolois) là một đội bóng đá Pháp có trụ sở tại Dole thuộc khu vực Franche-Comté. Câu lạc bộ được thành lập vào năm 1991 dưới tên Dole-Tavaux Racing Club sau khi sáp nhập các câu lạc bộ địa phương FC Dole, được thành lập vào năm 1907 và US Tavaux-Damparis, được thành lập vào năm 1932. Câu lạc bộ đã thi đấu với tên hiện tại vào năm 2006 và nhận được sự ủng hộ và hỗ trợ từ xã Dole và các khu vực lân cận. Jura Dolois chia sẻ một công ty hợp danh với câu lạc bộ chuyên nghiệp Dijon FCO gần đó.